# Naturbahnrodel-Europameisterschaft 1979
Die 8. FIL Naturbahnrodel-Europameisterschaft fand vom 27. bis 28. Januar 1979 in Fénis im Aostatal in Italien statt.

## Einsitzer Herren
| Platz | Name              | Zeit |
| ----- | ----------------- | ---- |
| 01    | Damiano Lugon     | ?    |
| 02    | Otto Bachmann     | ?    |
| 03    | Andrea Millet     | ?    |
| 04    | Erich Graber      | ?    |
| 05    | Werner Prantl     | ?    |
| 06    | Raimund Pigneter  | ?    |
| 07    | Werner Beikircher | ?    |
| 08    | Helmut Hutter     | ?    |
| 09    | Oswald Pörnbacher | ?    |
| 10    | Johann Mair       | ?    |
| 11    | Michael Plaickner | ?    |
| 12    | Engelbert Fuchs   | ?    |
| 13    | Piero Poletto     | ?    |
| 14    | Hubert Mairamhof  | ?    |
| 15    | Richard Huter     | ?    |
| 16    | Egon Tronegger    | ?    |
| 17    | Alfred Kogler     | ?    |
| 18    | Battista Pieiller | ?    |
| 19    | Josef Theurl      | ?    |
| 20    | Karl Psenner      | ?    |
| 21    | Heinz Kleinhofer  | ?    |
| 22    | Ernst Stangl      | ?    |
| 23    | Josef Oberbichler | ?    |
| 24    | Vitus Gansler     | ?    |
| 25    | Heinz Gdanitz     | ?    |
| 26    | Anton Berwanger   | ?    |
| 27    | Peter Brunold     | ?    |
| 28    | Martin Haller     | ?    |
| 29    | Ernst Buchwieser  | ?    |
| 30    | Josef Tschachler  | ?    |
| 31    | Volker Schönhuber | ?    |
| 32    | Erich Hedinger    | ?    |
| 33    | Werner Leuthold   | ?    |
| 34    | Stanko Koler      | ?    |
| --    | Hermann Sporer    | DNF  |
| --    | Paul Berger       | DNF  |
| --    | Wolfgang Erlacher | DNF  |
| --    | Silvio Basile     | DNF  |
| --    | Peter Vogler      | DNF  |
| --    | Gerhard Mavrin    | DNF  |
| --    | Werner Mücke      | DNF  |

Italienischer Vierfachsieg im Einsitzer der Herren: Damiano Lugon, der zwei Jahre zuvor bereits Bronze gewonnen hatte, wurde Europameister im Einsitzer. Silber gewann Otto Bachmann und Bronze ging an Andrea Millet. Lugon und Millet gewannen auch die Silbermedaille im Doppelsitzer. Der Titelverteidiger Hubert Mairamhof fuhr auf Platz 14.

## Einsitzer Damen
| Platz | Name                 | Zeit |
| ----- | -------------------- | ---- |
| 01    | Roswitha Fischer     | ?    |
| 02    | Christa Fontana      | ?    |
| 03    | Herta Hafner         | ?    |
| 04    | Delia Vaudan         | ?    |
| 05    | Nelly Chapellu       | ?    |
| 06    | Helene Mitterstieler | ?    |
| 07    | Annemarie Ebner      | ?    |
| 08    | Elisabeth Höllwerth  | ?    |
| 09    | Elfriede Pirkmann    | ?    |
| 10    | Ruth Oberhöller      | ?    |
| 11    | Hilde Fuchs          | ?    |
| 12    | Maria Tschachler     | ?    |
| 13    | Elisabeth Nagele     | ?    |
| 14    | Monika Zobel         | ?    |
| 15    | Marlies Zobel        | ?    |
| --    | Ingrid Zameter       | DNS  |

Während die italienischen Herren im Einsitzer einen Vierfachsieg feierten, gab es bei den Damen sogar einen Sechsfachsieg für das Gastgeberland Italien. Roswitha Fischer, die im Vorjahr bereits Silber gewonnen hatte, wurde Europameisterin im Einsitzer. Platz zwei ging an Christa Fontana und Rang drei an Herta Hafner. Die Titelverteidigerin Elfriede Pirkmann wurde Neunte.

## Doppelsitzer
| Platz | Name                                  | Zeit |
| ----- | ------------------------------------- | ---- |
| 01    | Werner Prantl – Florian Prantl        | ?    |
| 02    | Damiano Lugon – Andrea Millet         | ?    |
| 03    | Oswald Pörnbacher – Erich Graber      | ?    |
| 04    | Werner Beikircher – Michael Plaickner | ?    |
| 05    | Werner Mücke – Helmut Hutter          | ?    |
| 06    | Eugen Obexer – Paul Mitterstieler     | ?    |
| 07    | Willi Galsterer – Heinz Kleinhofer    | ?    |
| 08    | Paul Berger – Christian Oberhöller    | ?    |
| 09    | Alfred Kogler – Wolfgang Erlacher     | ?    |
| 10    | Engelbert Fuchs – Gottfried Kreuzer   | ?    |
| --    | Johann Mair – Otto Bachmann           | DNF  |
| --    | Josef Oberbichler – Josef Theurl      | DNF  |
| --    | Erich Hedinger – Werner Leuthold      | DNF  |
| --    | Martin Haller – Peter Brunold         | DNF  |

Europameister im Doppelsitzer wurden Werner Prantl und Florian Prantl aus Österreich. Sie gewannen damit die einzige Medaille bei dieser Europameisterschaft für Österreich. Silber ging an die Italiener Damiano Lugon und Andrea Millet, die wenige Tage später die ersten Weltmeister im Doppelsitzer wurden. Oswald Pörnbacher und Erich Graber aus Italien gewannen die Bronzemedaille. Die Titelverteidiger Werner Mücke und Helmut Hutter wurden Fünfte.

## Medaillenspiegel
| Platz | Land       | Gold | Silber | Bronze | Gesamt |
| ----- | ---------- | ---- | ------ | ------ | ------ |
| 1.    | Italien    | 2    | 3      | 3      | 8      |
| 2.    | Österreich | 1    | —      | —      | 1      |